# Peel (métro de Montréal)
Pour les articles homonymes, voir Peel.
Peel est une station de la ligne verte du Métro de Montréal. Elle est située boulevard De Maisonneuve, près de la rue Peel, au centre-ville dans l' arrondissement Ville-Marie à Montréal, province de Québec au Canada.

## Situation sur le réseau

Plan du métro (2021).

Établie en souterrain, à 10,7 m de profondeur, Peel est une station de passage de la ligne verte du métro de Montréal. Elle est située entre la station Guy-Concordia, en direction du terminus sud Angrignon, et la station McGill, en direction du terminus nord Honoré-Beaugrand.
Elle dispose des deux voies de la ligne, encadrées par deux quais latéraux. 

## Histoire
La station Peel est mise en service le 14 octobre 1966, lors de l'ouverture à l'exploitation de la première section de la ligne Verte de Atwater à Papineau. Elle est nommée en référence à la rue éponyme, située au-dessus, qui tient son nom de Robert Peel (1788-1850), 2e baronnet, premier ministre britannique entre 1834 et 1835, et de nouveau entre 1841 et 1846. Il a créé la société policière de Londres, surnommée les Bobbies en son honneur,. Elle est due aux architectes Louis-Joseph Papineau Papineau, Guy Gérin-Lajoie et Michel Robert Le Blanc, fondateurs de l'agence d'architecture Papineau Gérin-Lajoie Le Blanc,,.

## Services aux voyageurs

### Accès et accueil
La station dispose de quatre accès situés au rez-de-chaussée de bâtiments et présentant des caractéristiques similaires à l'immeuble qui les abrites, cela ce décline du style classique au style ultramoderne. Ils sont situés : Peel Ouest, 1115, boul. de Maisonneuve Ouest ; Peel Est, 1011, boul. de Maisonneuve Ouest ; Metcalfe, 1008, boul. de Maisonneuve Ouest ; et Stanley, 1465, rue Stanley.
Les quatre édicules possèdent des sorties sur trois rues. Une sur la Rue Stanley, une sur la Rue Peel et deux sur la Rue de Maisonneuve.
Cette station est aussi connecté au RÉSO, la ville souterraine de Montréal. Elle est reliée avec six autres stations du réseau. Deux sur la ligne verte et quatre sur la ligne orange.

Installations
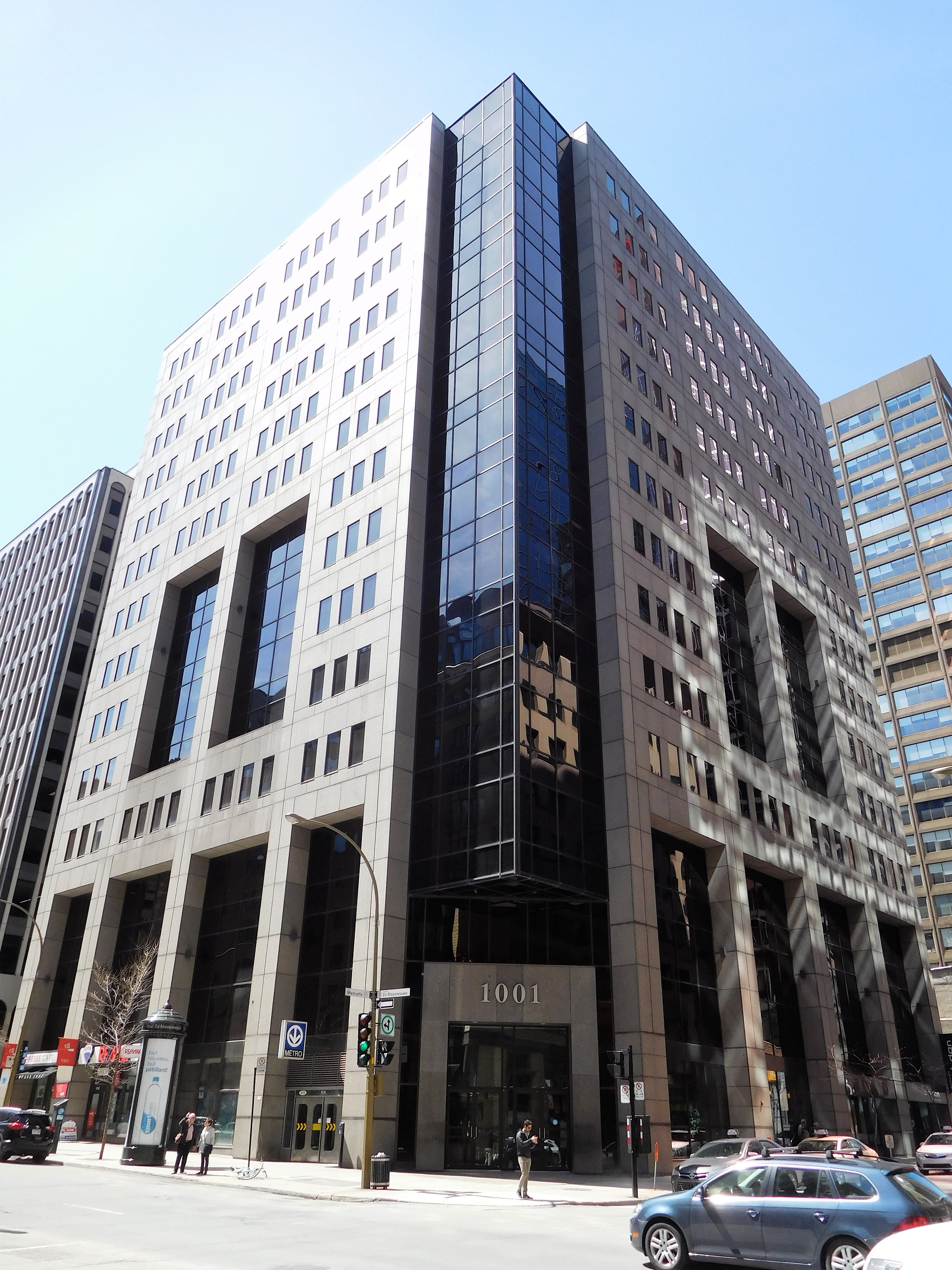
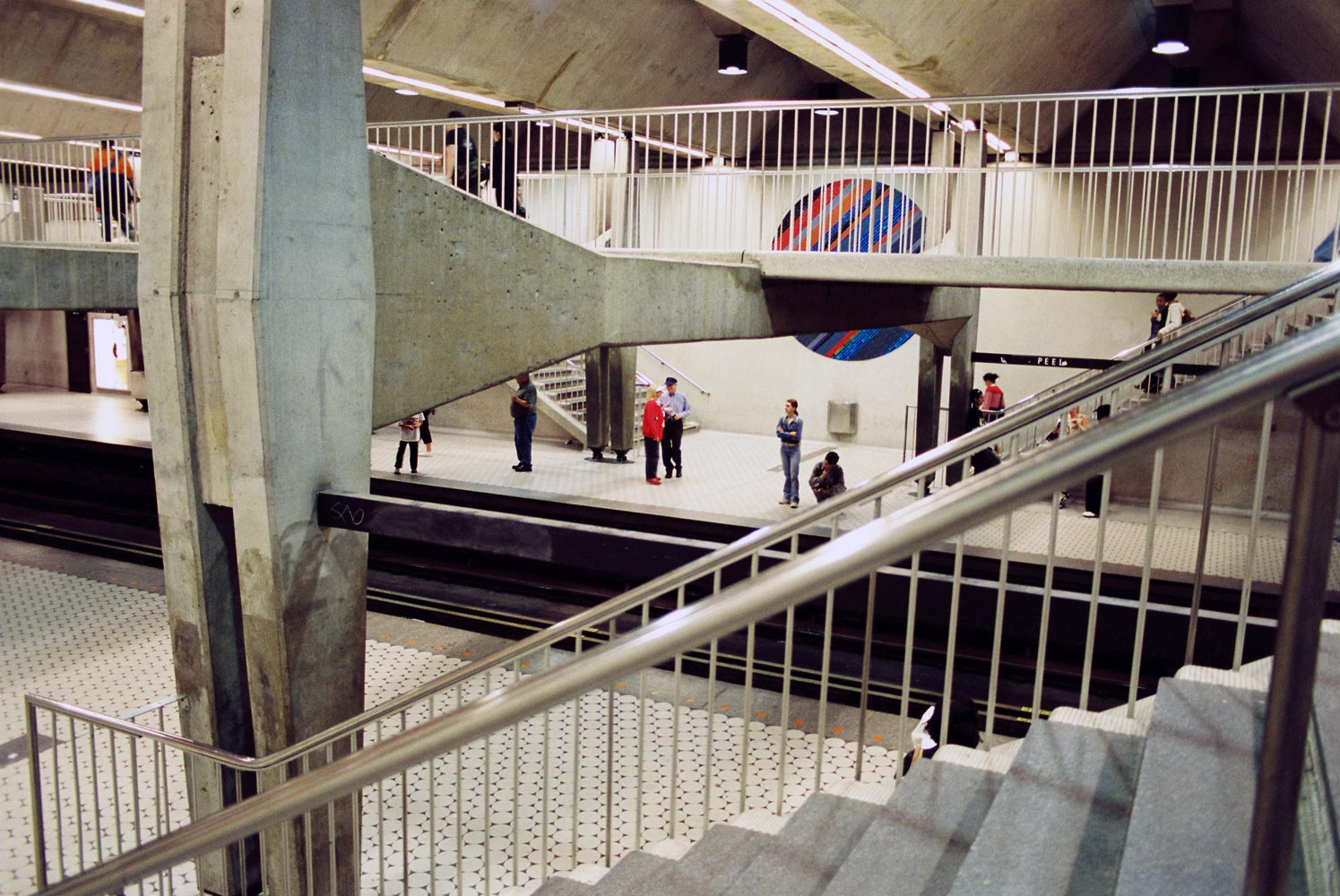

### Desserte
Peel est desservie par les rames qui circulent sur la ligne verte du métro de Montréal. Le premier passage a lieu : tous les jours, à 05h50, en direction de Angrignon, et à 05h45, en direction de Honoré-Beaugrand, le dernier passage a lieu : direction Angrignon, en semaine et le dimanche à 01h02, le samedi à 01h32 ; direction Honoré-Beaugrand, en semaine et le dimanche à 00h50, le samedi à 01h20. Les fréquences de passage sont de 3 à 12 minutes suivant les périodes.

Installations et desserte
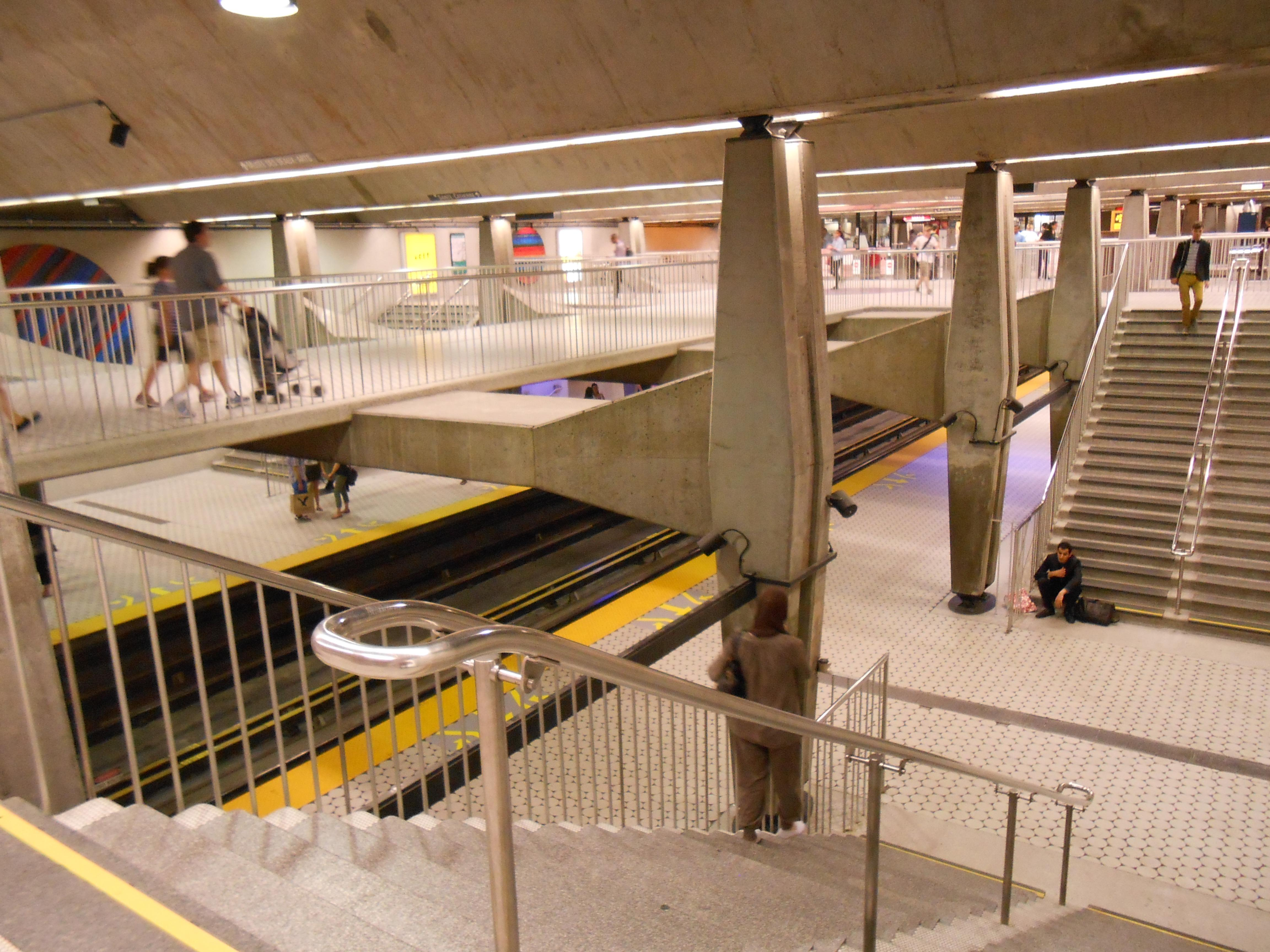
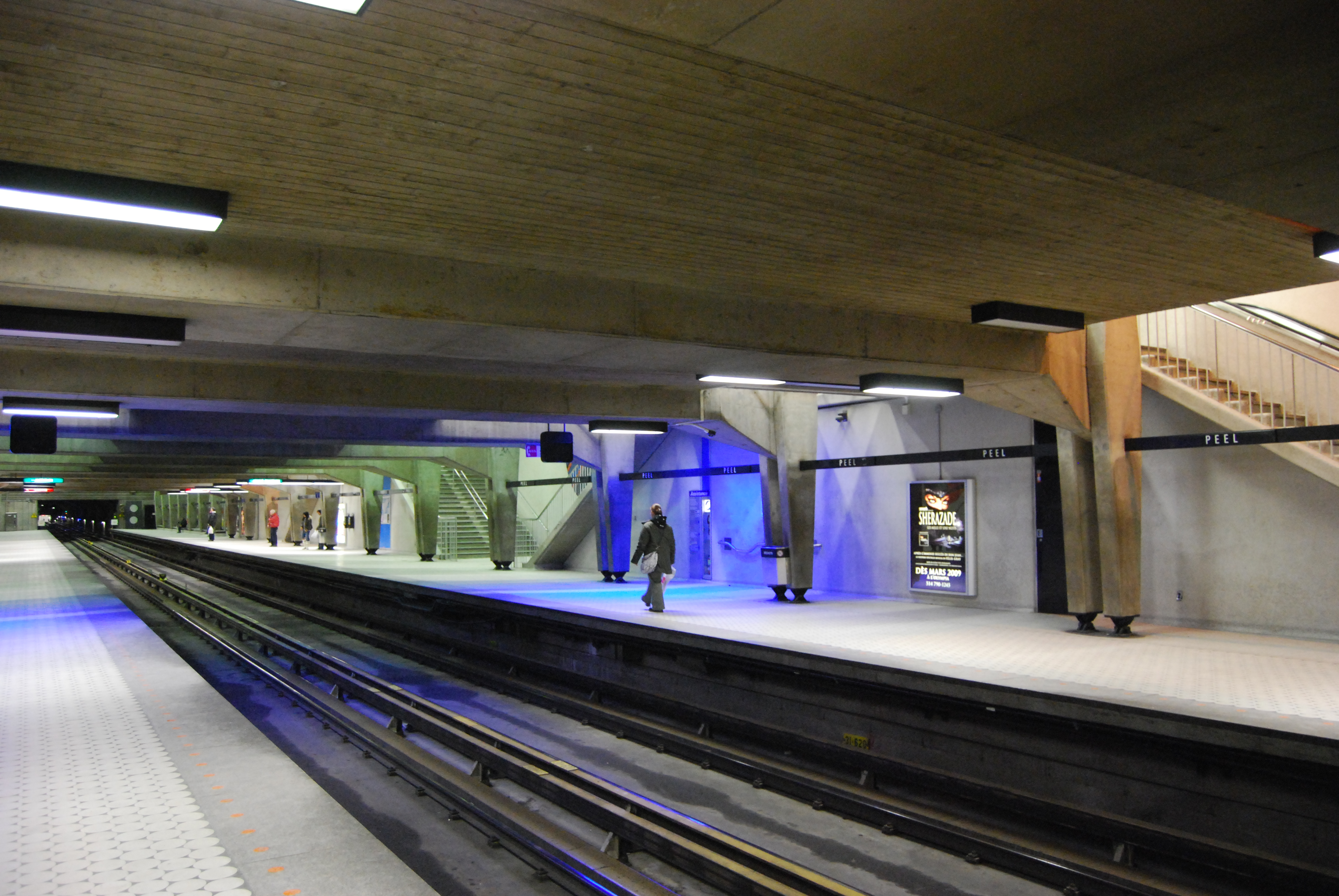

### Intermodalité
Proche de la station, des arrêts d'autobus sont desservis par les lignes de jour : 24 Sherbrooke, 50 Vieux-Port / Vieux-Montréal et 61 Wellington; et par les lignes de nuit : 356 Lachine / YUL Aéroport / Des Sources et 358 Sainte-Catherine ; ainsi que par la ligne express : 420 Express Notre-Dame-de-Grâce,.
Le 26 août 2024, la ligne 715 Vieux-Montréal / Vieux-Port est renumérotée en 50, et son terminus ouest est prolongé pour desservir les avenues du Docteur-Penfield et des Pins. Le terminus est de la ligne 107 Verdun est déplacé à la station Square-Victoria—OACI.

## L'art dans la station
C'est une station composante de l'Art du métro de Montréal, elle abrite : l'installation Cercles (1966), briquettes de céramique vernissée, de Jean-Paul Mousseau. Répartie dans l'ensemble de la station, elle disposait à l'origine de cinquante quatre cercles, des modifications des accès de la station ont diminué se nombre à 37 cercles de format divers,.

Vue partielle de Cercles (1966)
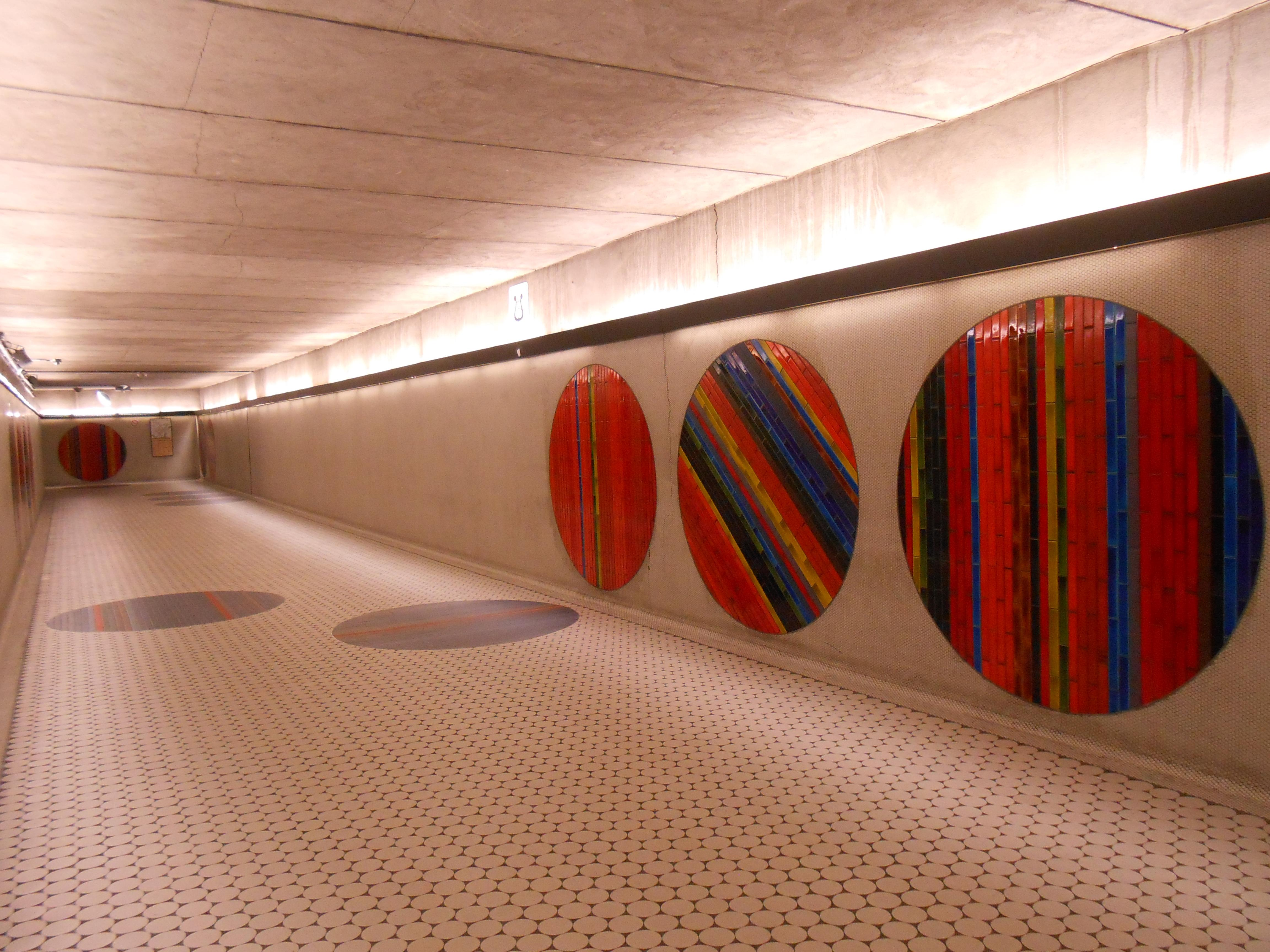
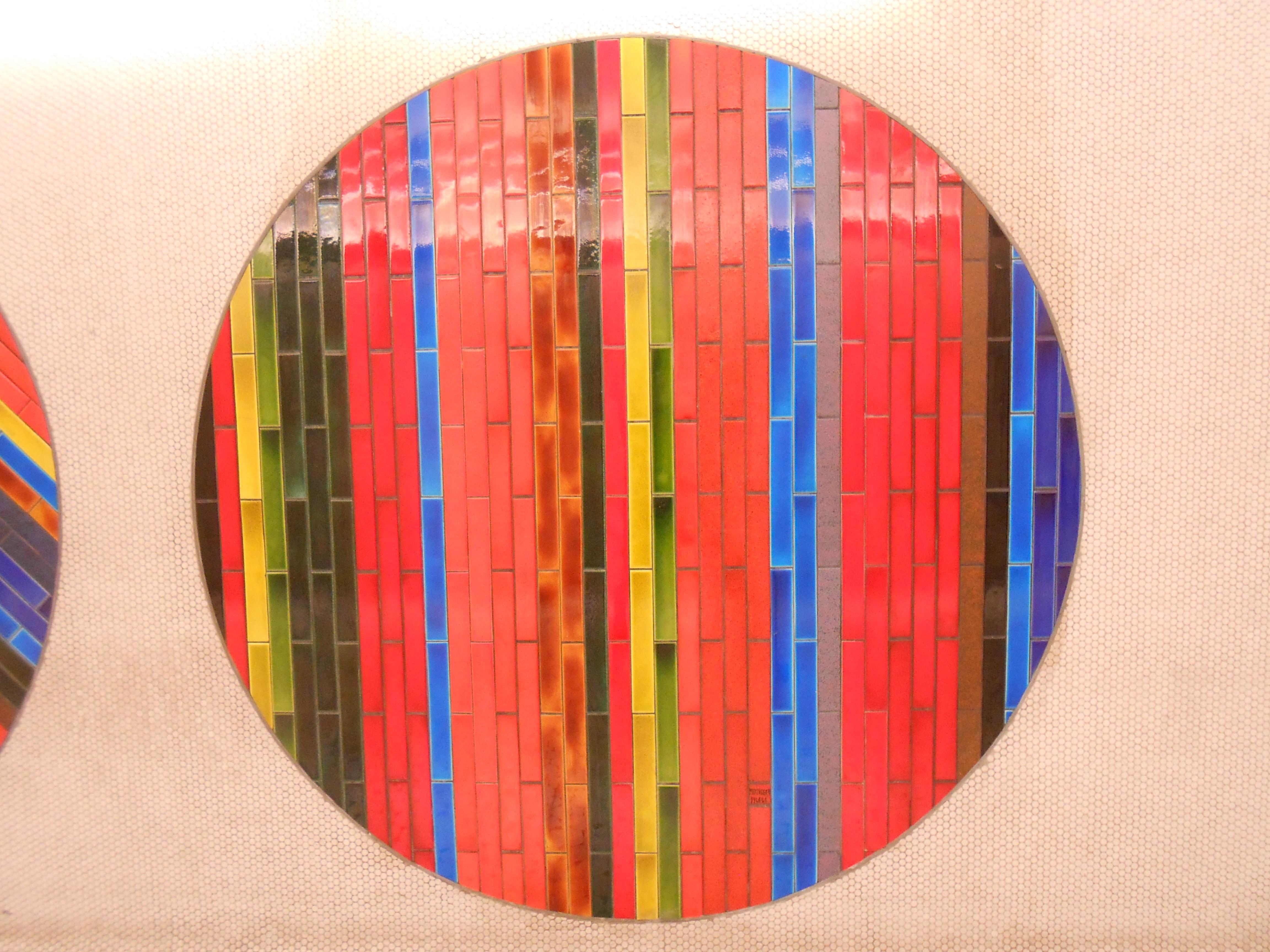
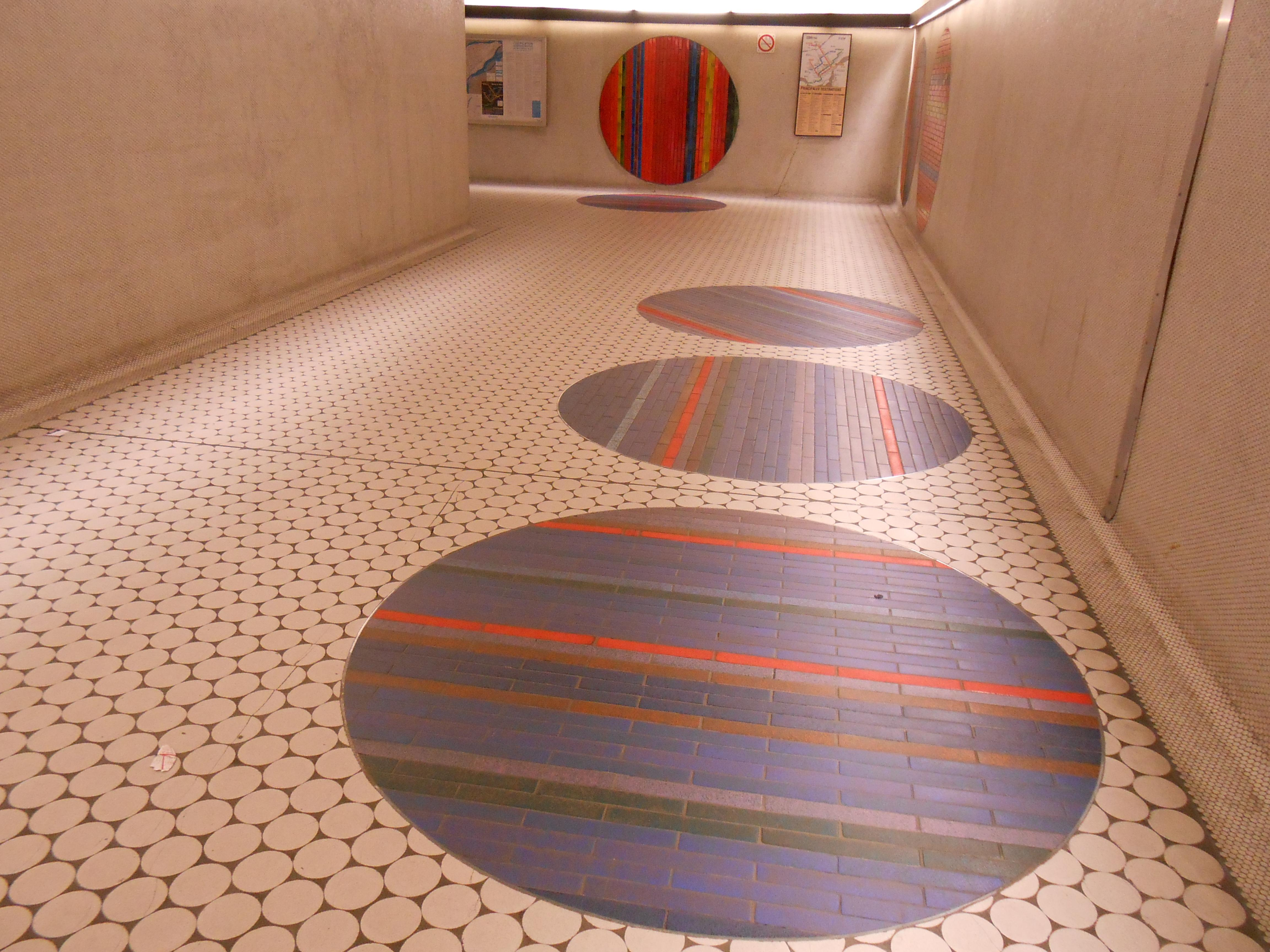

À proximité de l'accès Peel Nord, se situe l'œuvre Enterspace, sculpture de Maurice Lemieux,.

Enterspace
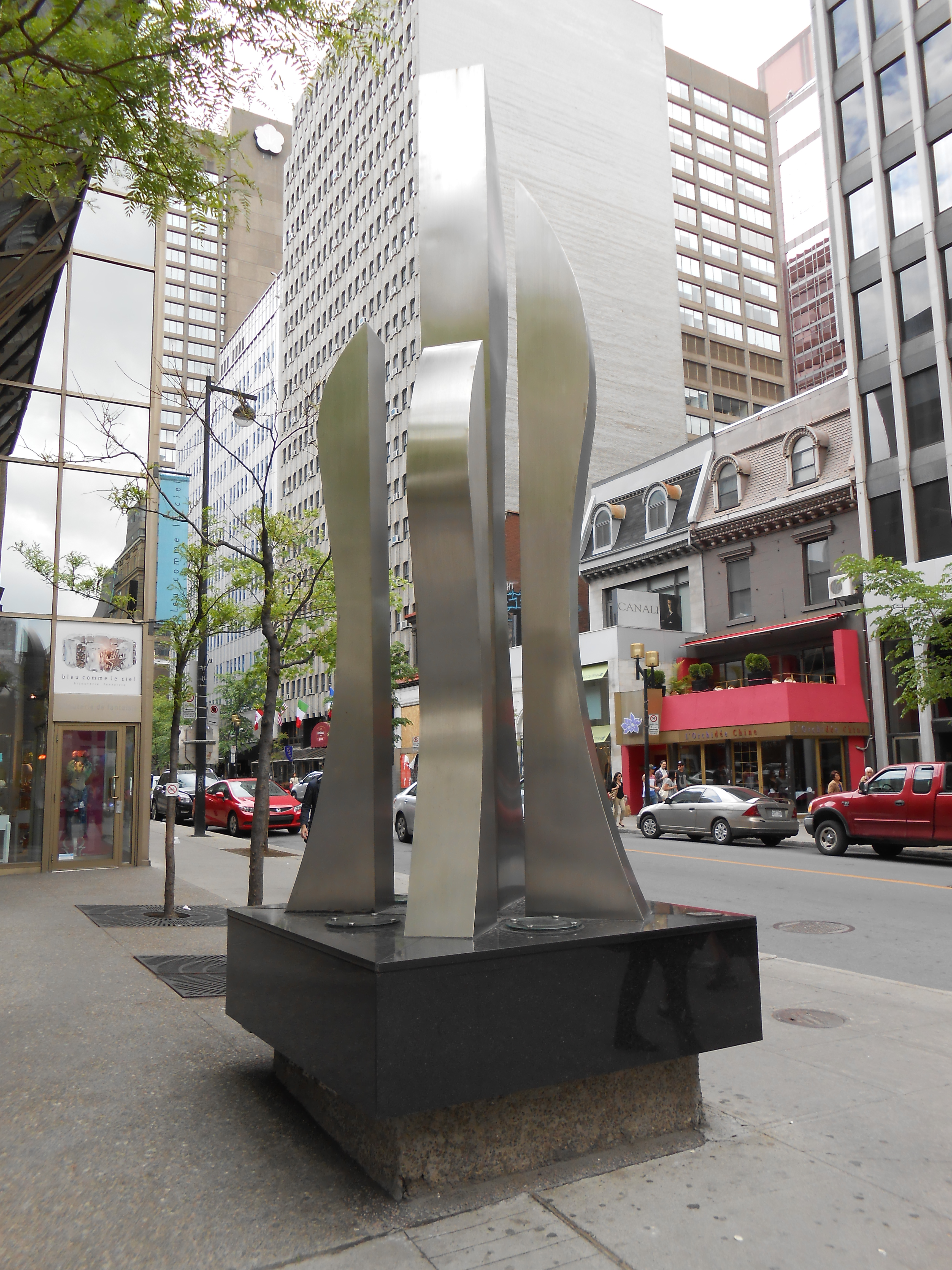
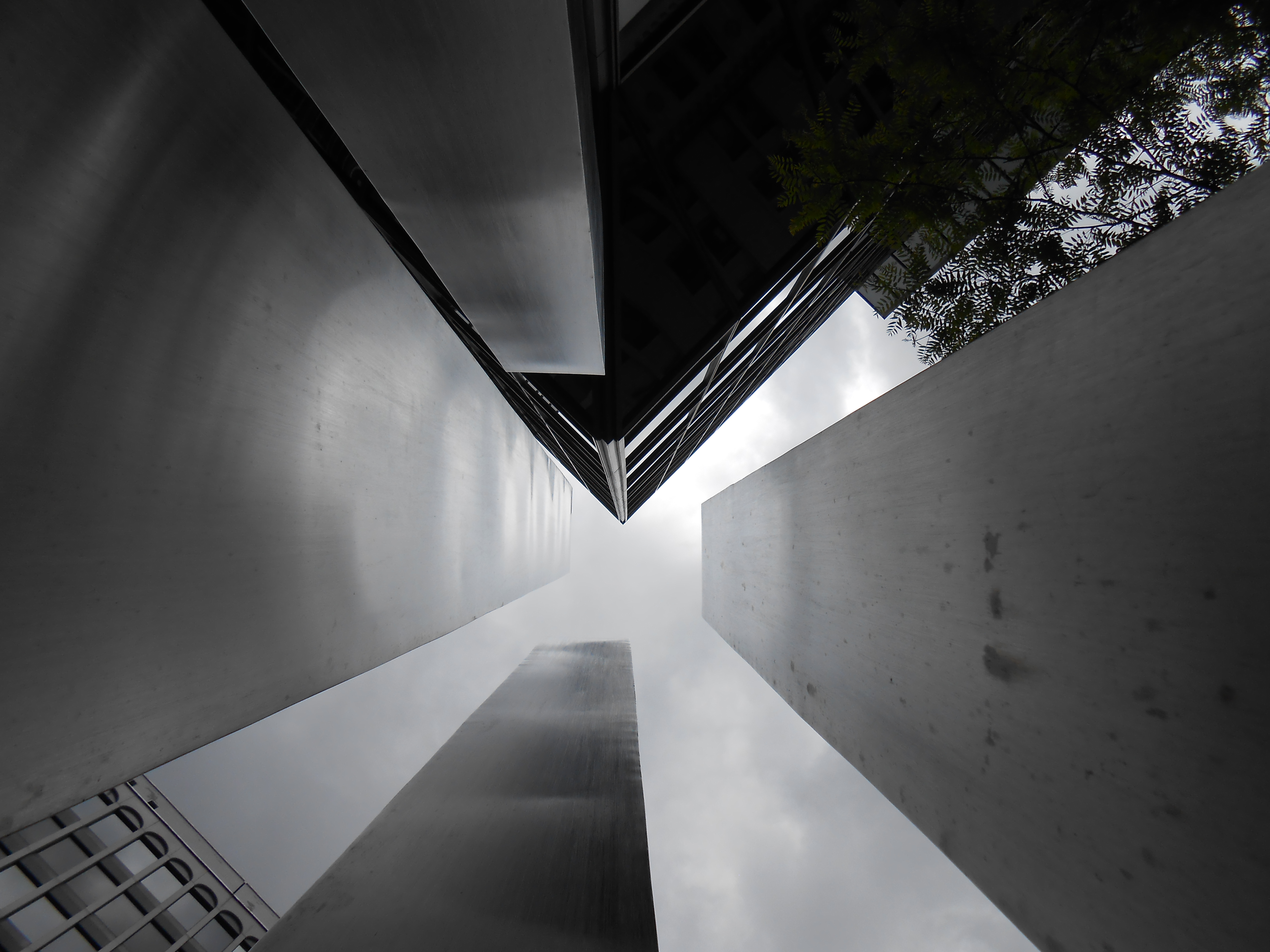
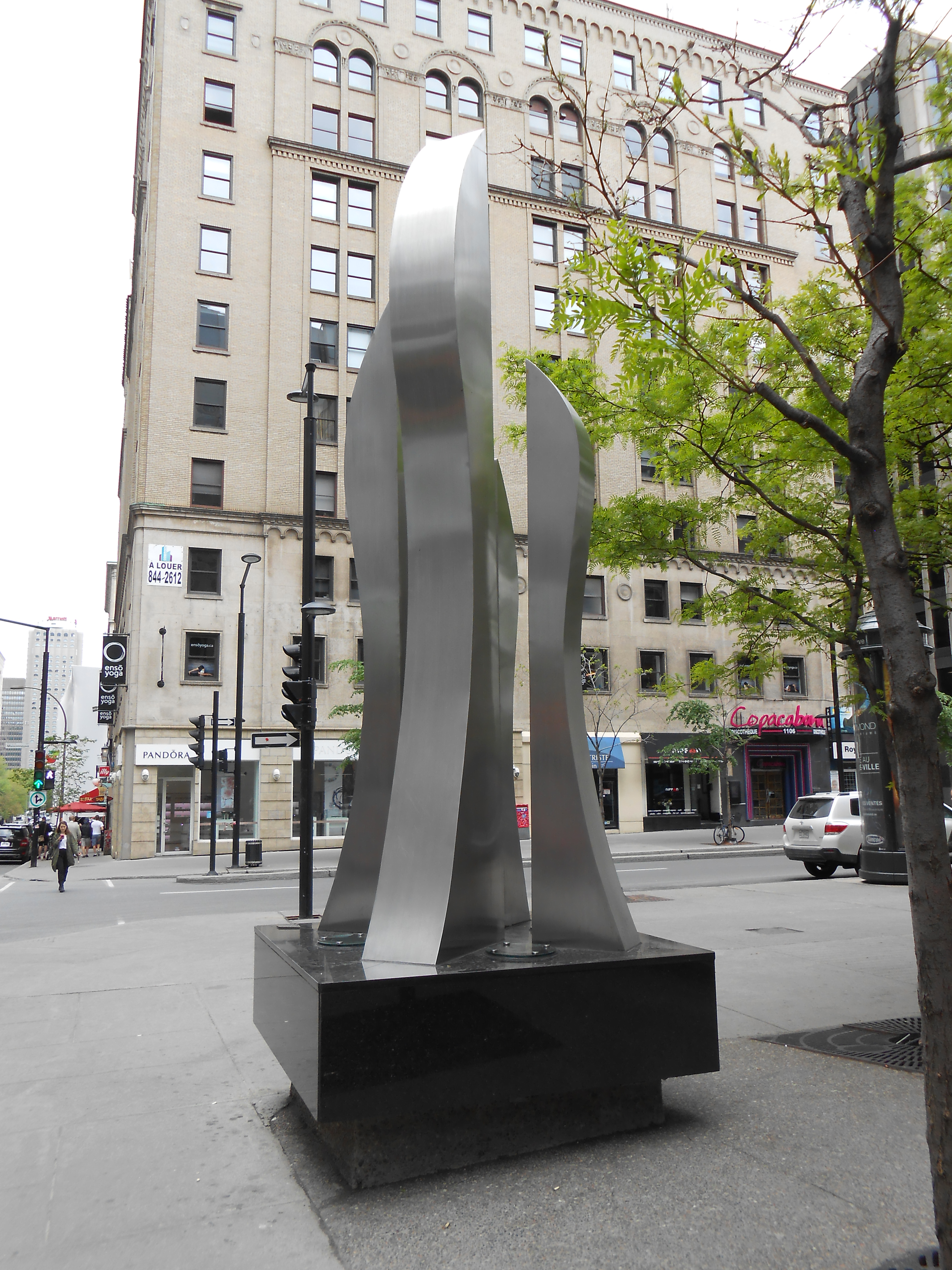

## À proximité
- Accès au Montréal souterrain
- Les Cours Mont-Royal
- Carrefour Industrielle Alliance
- Aetna Canada
- Le 2000 Peel Iata
- Maison Sodarcan
- Édifice Dominion Square
- YMCA Centre-ville de Montréal
- Square Dorchester
- Royal & Sunalliance
- Tour La Maritime
- Tour Scotia
- Tour CIBC
- Édifice Sun Life
- Ogilvy's
- H&M
- Holt Renfrew
- Forever 21
- Urban Outfitters
- Apple Store